# Musique concertante
Dans la musique classique, on appelle musique concertante un genre musical exclusivement instrumental, comportant des oppositions de masses sonores — contraste entre un instrument seul et plusieurs instruments, ou encore, entre un petit groupe d'instruments et tout un orchestre, etc.
Le « style concertant » existe aussi dans la musique vocale. Apparu dès le XVIIe siècle, et donc plus ancien que dans la musique instrumentale, il oppose des voix seules et/ou des groupes vocaux.
La musique concertante est née à la période baroque avec le stile concertato. Le mot « concerto » — avec le sens moderne que nous lui attribuons — n'est employé que depuis la fin du XVIIe siècle, avec le développement de la musique instrumentale ne devant plus rien à la voix.
À cette époque, la musique concertante revêt essentiellement deux formes :
- La forme du concerto grosso, dans laquelle plusieurs solistes — très souvent trois — s'opposent au tutti.

Par exemple, les concertos de Corelli.
- La forme du concerto de soliste — appelé également « concerto classique », dans laquelle un soliste unique dialogue avec l'orchestre.

Par exemple, les concertos de Vivaldi.
À la fin du XVIIIe siècle, le concerto grosso disparaît, non sans avoir influencé d'autres formes — symphonie concertante, double ou triple concerto, par exemple —, tandis que le concerto de soliste, devient « concerto symphonique » dans la mesure où le tutti bénéficie de toutes les évolutions de l'orchestre symphonique.
Par exemple, les concertos de Mozart.
Dès cette époque, les solistes de la musique concertante sont désormais des spécialistes de leur instrument, et on constate une séparation très nette entre, d'une part le musicien de pupitre, qui reste attaché à son orchestre, d'autre part le concertiste, destiné à une carrière de virtuose.

## Sujets connexes
- Instrument obligé